# SC DHfK Leipzig
El SC DHfK Leipzig es un club de balonmano de la ciudad alemana de Leipzig. Juega actualmente en la Bundesliga.

## Plantilla 2024-25
|  | Goalkeepers - 01 Domenico Ebner - 12 Kristian Sæverås Left wingers - 11 Lukas Binder - 0 Nils Greilich Right wingers - 08 Lukas Krzikalla Line players - 24 Moritz Preuss - 0 Luka Rogan | Left backs - 13 Matěj Klíma - 14 Marko Mamić - 0 Friedrich Schmitt Centre Backs - 04 Andir Rúnarsson - 05 Simon Ernst - 07 Luca Witzke Right backs - 32 Franz Semper - 73 Viggó Kristjánsson |